# Feerwerd
Feerwerd (Gronings: Fiwwerd) is een klein dorp in de gemeente Westerkwartier in de Nederlandse provincie Groningen. Het dorp telt ruim 530 inwoners, van wie er ongeveer 170 in het dorp zelf wonen. De overigen wonen in Aduarderzijl en de Feerwerdermeeden.

## Geografie
Feerwerd is een klein dorp in de landstreek Middag, tussen Ezinge, Garnwerd en Aduarderzijl. Het dorp ligt op een dubbelwierde, die doorsneden wordt door het Oldehoofsch kanaal. De meeste woningen staan ten noorden van dit kanaal en dateren vooral uit het einde van de 19e en het begin van de 20e eeuw. Deze dicht op elkaar staande bakstenen huizen met hun bijbehorende daken langs de Valgeweg, Aldringaweg en Oosterweg vormen samen het compacte oude dorpscentrum. Het hele dorp is aangewezen als beschermd dorpsgezicht.
Rondom het dorp liggen een aantal gehuchten die onder het dorp vallen. Een viertal hiervan ligt langs het Aduarderdiep ten oosten van het dorp. Van noord naar zuid zijn dit Aduarderzijl, Schifpot, Bolshuizen en Brillerij. In de laaggelegen polder Feerwerdermeeden ten zuiden van het dorp liggen de gehuchten Beswerd en Joeswerd, die tot 1900 onder buurdorp Garnwerd vielen en daar kerkelijk nog steeds toe behoren. Ten noordwesten van het dorp ligt het Lucaspad, de oude wegverbinding naar Ezinge, die in de jaren 1930 werd verbeterd tot fietspad in opdracht van de toenmalige Ezinger burgemeester Lucas Wildervanck de Blécourt. Ten westen van het dorp liggen restanten van de stroombedding van de vroegere Middagster Riet, die onderdeel vormde van het Peizerdiep, maar na de doorbraak van de Kliefsloot rond 800 langzamerhand dichtslibde.

### Vervoer

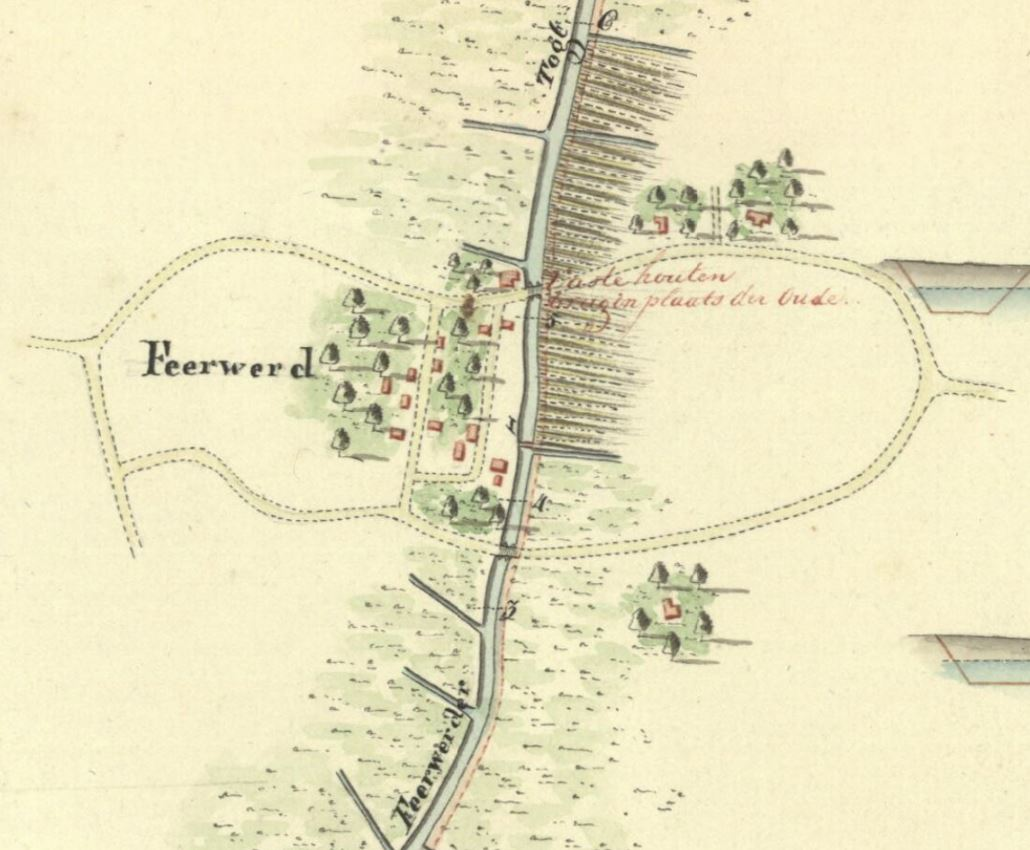
Fragment van de plankaart uit 1825 voor het aan te leggen Oldehoofsch kanaal met de bestaande situatie. De nieuw aan te leggen houten brug is hier ingetekend bij de oude noordelijke brug. Later werd echter besloten om deze in het midden te plaatsen bij de bestaande voetbrug.

De doorgaande wegen door Feerwerd liepen tot begin 19e eeuw hoofdzakelijk langs de hogere plekken in het landschap en omzeilden waar mogelijk de waterlopen. Dit waren de Meedenerweg naar het zuidelijker gelegen Aduard, het Lucaspad en de Allersmaweg naar Ezinge en de Zijlsterweg via Aduarderzijl en de Antumerweg naar Garnwerd. Deze kleiwegen werden volgens de regels van het Aduarderzijlvest onderhouden door de eigenaren van de landerijen aan deze wegen.
Tot het graven van het Oldehoofsch kanaal stroomde de Feerwerdertocht op deze plek door het dorp. Deze afwateringssloot werd vroeger ook wel gebruikt voor het vervoer van goederen, maar in 1757 wordt geschreven dat het vervoer was gestopt omdat de bewoners hun goederen toen via Het Schoor overzetten op schepen over het Reitdiep. Over deze waterloop lagen in Feerwerd twee bruggen: een aan westzijde (westertil) en een aan oostzijde (oostertil) van de wierde, aan de buitenrand daarvan. Dit is nog zichtbaar aan de loop van de wegen aan noord- en zuidzijde van het huidige kanaal. Bij het graven van het Oldehoofsch kanaal werden beide bruggen vervangen door een nieuwe brug in het centrum van het dorp, die een voetbrug op deze plek verving. Deze houten brug werd in 1885 vervangen door een stenen brug. Er werd tot de Tweede Wereldoorlog een vervoersdienst (beurtveer) uitgevoerd over het kanaal van Ezinge via Feerwerd en Garnwerd naar Groningen. Lange tijd was dit per snik, vanaf 1910 stoomboot en later met een dieselboot. Langs de zuidzijde van het kanaal werd bij het graven met grond uit het kanaal het talud versterkt en een verbreed jaagpad met rolpalen aangelegd, dat tussen Saaksum en Feerwerd al snel uitgroeide tot puinweg. In 1859 werd deze weg verbeterd tot grindweg, gevolgd door de overige wegen tussen 1870 en 1880, die met geld uit de in 1862 (in 1875 definitief) geliquideerde Ommelander kas werden bekostigd. Nadat in 1933 een brug over het Reitdiep bij Garnwerd en in 1939 een brug over het Aduarderdiep bij Schifpot was gelegd, kreeg Feerwerd een kortere wegverbinding met het oosten. Naast de brug in Feerwerd staat nog een oud kilometerpaaltje dat herinnert aan de tijd dat Feerwerd nog aan het einde van een westelijke wegverbinding naar Groningen lag, die 2 kilometer langer was dan de huidige oostelijke wegverbinding.

In 1920 werd de NV Autobus Onderneming 'Noordelijk Westerkwartier Groningen' (A.N.W.G.) opgericht in Ezinge, waarvan een bus werd gestald in Feerwerd in een nieuw busdepot aan de Valgeweg 4. Deze bus reed vanaf Feerwerd via Oldehove naar Groningen. In 1922 volgde garagebedrijf Huizinga uit Groningen met een eigen Huizinga's Auto Bus Onderneming (HABO), die vanaf Ezinge via Feerwerd en het Aduarderdiep naar Groningen reed. Na nog een aantal wisselingen werden alle busdiensten in 1944 verplicht opgenomen in de Gado en vanaf 1998 in de busdiensten die de concessies voor het noordelijk busvervoer uitvoeren. Vanaf 2018 wordt de lijndienst alleen nog door de week uitgevoerd naar het treinstation Winsum. In 1968 werd het busdepot in Feerwerd opgeheven.

## Geschiedenis

### Naam
De eerste vermelding van Feerwerd dateert waarschijnlijk uit 820, waar een zekere Diederik een deel van zijn erfgoed Feerwerd (Federwrt of Federfurt) schenkt aan het klooster van Fulda, bij zijn intreding in dit klooster. Diederik is de eerste graaf die wordt genoemd in het gebied tussen de Lauwers en Eems. Werd komt van het Oudfriese wrt (" wierde"), maar de herkomst van Feer- is onbekend. Het wordt net als Fer- bij Ferwerd wel gezien als de onverbogen vorm van de mansnaam Feder, identiek aan het Oudfriese feder ("vader"). Een oudere hypothese van Kuhn (1968) als zou het teruggaan op het Oudfriese faþr en daarmee verwant zou zijn met de riviernamen Pader en Po, liet hij later zelf weer vervallen.

### Wierde

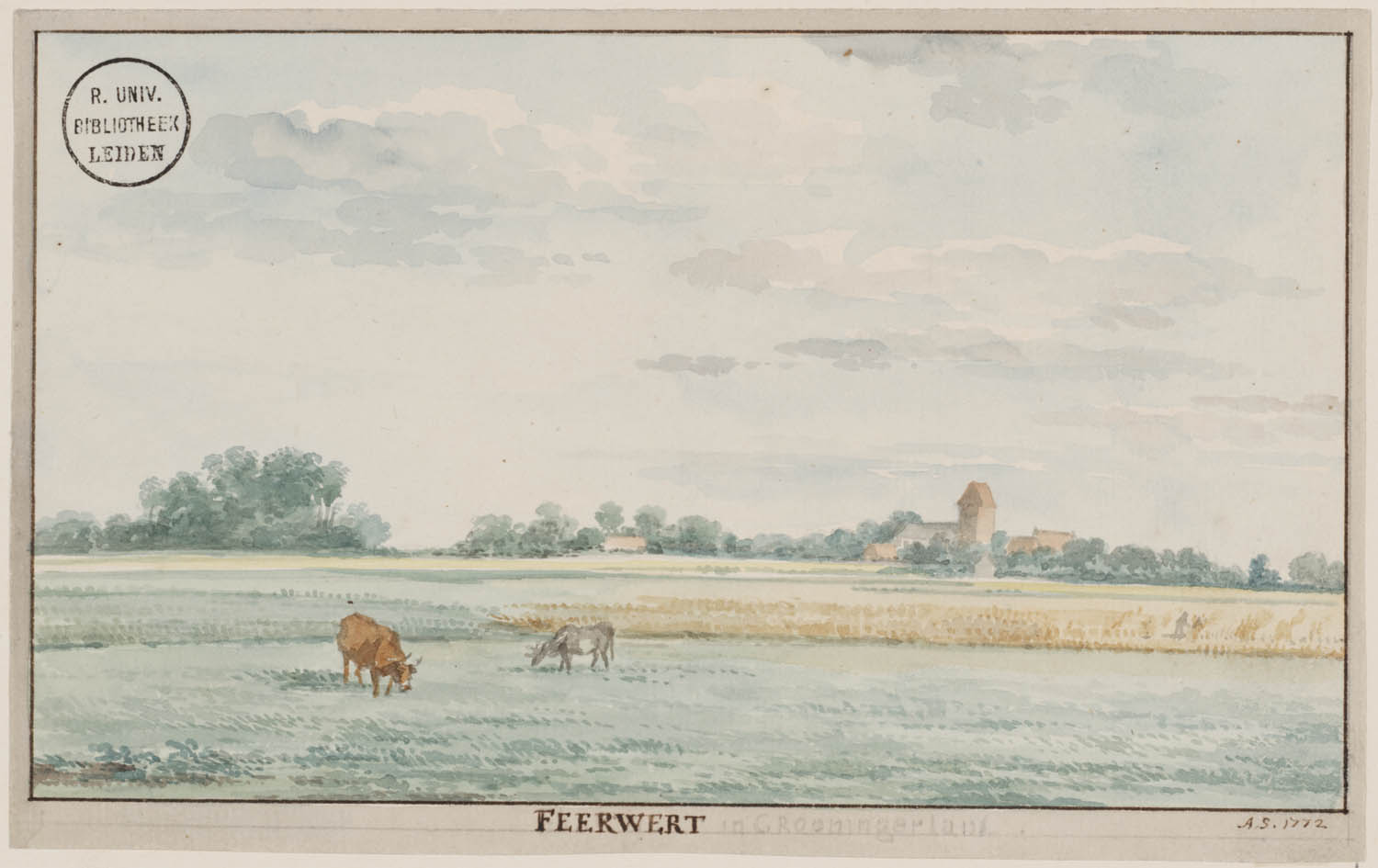
Gezicht op Feerwerd (Aart Schouman, 1772)

Feerwerd is gebouwd op meerdere wierden. Vaak wordt uitgegaan van een dubbelwierde: een noordelijke wierde tussen de Zijlsterweg en de Aldringaweg en een zuidelijke wierde tussen de Aldringaweg en de samenloop van de Meedenerweg en de Onnesweg. De zuidelijke wierde wordt dan doorsneden door het Oldehoofsch kanaal en zijn voorloper de Feerwerdertocht. Volgens een andere theorie is deze Feerwerdertocht echter de scheiding tussen de centrale dorpswierde tussen de Aldringaweg en het water en de zuidelijke wierde ten zuiden van het water. Er zijn dan dus drie wierden te onderscheiden. De centrale wierde is met 2,6 meter boven NAP het hoogst. Volgens Ter Laan zou de (dubbel)wierde ongeveer 12 hectare groot zijn geweest.
Het wierdecomplex behoort met Ezinge en Oostum tot de oudste wierden in het gebied. Deze wierden liggen op een kwelderwal, die loopt van Panser naar Wierum. De noordelijke wierde kent de oudste bewoningssporen; tussen 600 en 400 v.Chr. Resten van menselijke aanwezigheid zijn op de zuidelijke wierde aangetroffen vanaf ca. 400 v. Chr. (midden-ijzertijd) en op de centrale wierde vanaf ca. 200 v.Chr. In de 15e eeuw wordt een 'Feerwerder falch' genoemd. Deze valge lag vermoedelijk op de oostelijke oever van de Feerwerdertocht tussen Feerwerd en Aduarderzijl.
Het landschap Middag waarin Feerwerd ligt werd in de 12e eeuw (hoge middeleeuwen) bedijkt. Het dorp kwam toen samen met Ezinge en Garnwerd op een schiereiland te liggen.
Rond 1894 werd begonnen met de afgraving van de noordelijke wierde van Feerwerd. In 1905 werd ook de zuidelijke wierde 'aan snee gebracht' zoals dat toen werd genoemd. Deze afgravingen liepen in elk geval door tot 1917. De onbewoonde grootste delen van beide wierden werden hierbij bijna volledig afgegraven. Beide wierden behielden echter wel hun ossengang; de Oosterweg en het noordelijke deel van de Valgeweg bij de noordelijke wierde en de Meedenerweg en Onnesweg bij de zuidelijke wierde. De daaraan grenzende ringsloten zijn echter grotendeels verdwenen. In 2002 werd de steilrand van de noordelijke wierde deels aangevuld. Er werd toen ook een meidoornhaag langs de ossengang aangeplant. Tot een verdere geopperde wierdeaanvulling van beide wierden kwam het echter niet. In 2018 werd de 3 hectare grote zuidelijke wierde aangekocht door Stichting Het Groninger Landschap, die er een bloemrijk grasland van wil maken.

### Borgen
In 1449 komt in een ruilakte de Abyngeheert (in 1455 Abyngehuus genoemd) voor met een steenhuis, waarvan de ligging verder niet genoemd wordt. Het goed werd in dit jaar overgedragen aan het klooster van Selwerd. Hierdoor is dit huis nooit uitgegroeid tot een borg. Dit gold wel voor twee andere adellijke woningen: De Aldringaborg of 'grote borg' van Feerwerd ten noordwesten van het dorp en de Luursemaheerd of 'kleine borg' van Feerwerd ten zuiden van het dorp. De eigenaren van deze borgen kregen het in de 17e eeuw meerdere malen met elkaar aan de stok alvorens de Aldringaborg door verkoop in de handen van dezelfde familie kwam. Beide borgen werden in de 18e eeuw op afbraak verkocht. Alleen de borgstee van de Aldringaborg is nog terug te zien. Hier is sinds 2012 het kantoor van stierenspermabedrijf Koepon gevestigd.

### Ontwikkeling van het dorp
Feerwerd vormde een van de rechtstoelen in Groningen. Het rechtsgebied telde 15 ommegangen. Het dorp vormde ook een van de schepperijen van het Aduarderzijlvest. Later werd het onderdeel van de schepperij van Ezinge, waarbinnen het de middelkluft vormde, die afwaterde via de Feerwerdertocht op het Aduarderdiep. Tot de schepperij behoorde ook Schilligeham.
Het dorp ontstond oorspronkelijk op het zuidelijk deel van de noordelijke wierde, waar het dorpscentrum met de kerk zich bevindt. Met het ontstaan van de gemeente Ezinge in 1811 kwam het midden in deze nieuwe gemeente te liggen. Vanaf het begin werden er dan ook (tevergeefs) meerdere pogingen gedaan om het gemeentehuis vanuit Ezinge te verplaatsen naar Feerwerd: in 1832, 1866, 1898, 1899 en 1915. Het dorp is sinds de 19e eeuw weinig veranderd. De belangrijkste wijziging was het graven van het Oldehoofsch kanaal in 1827, waardoor er een wegverbinding ten zuiden van het dorp ontstond, waaraan een molen en een café werd gebouwd. Met de aanleg van bruggen over het Aduarderdiep en het Reitdiep in de jaren 1930 werd dit ook de doorgaande weg.
Feerwerd is in de laatste eeuwen ook weinig gegroeid. Van der Aa schreef in 1843: "Men vindt er geen straat en zeer weinig doortogt van voertuigen". In de 19e eeuw en de eerste helft van de 20e eeuw werd de kern wel wat verdicht en vond wat uitbreiding plaats langs de Onnesweg ten zuiden van het kanaal. In 1922 werd het dorp aangesloten op het elektriciteitsnet, in 1924 werd bestrating aangelegd in het dorp en werd het noordelijke deel van het dorp aangesloten op het riool, gevolgd door het zuidelijke deel in 1927.
Met de uittocht uit de landbouw vertrokken veel bewoners op zoek naar werk elders, waarna de leegkomende goedkope woningen met name in de jaren 1970 in gebruik werden genomen door 'import' uit de stad. Lang niet iedereen kon er echter aarden: In de jaren 1980 wilden veel van hen weer terug, al zijn een aantal van hen uiteindelijk toch gebleven.
Het dorp vormde vroeger onderdeel van de gemeente Ezinge, die in 1990 werd ingedeeld bij de gemeente Winsum. Nadat in 2005 het nationaal landschap Middag-Humsterland was ingesteld, begonnen de bewoners zich steeds meer met dit gebied te identificeren. De andere helft van dit landschap was in 1990 ingedeeld bij de gemeente Zuidhorn. Onder druk van de bevolking werd in 2018 een referendum gehouden in de dorpen van de voormalige gemeente Ezinge, waarbij de overgrote meerderheid koos voor aansluiting bij de nieuwe gemeente Westerkwartier. In Feerwerd koos 71% van de bevolking voor aansluiting.

### Bedrijvigheid

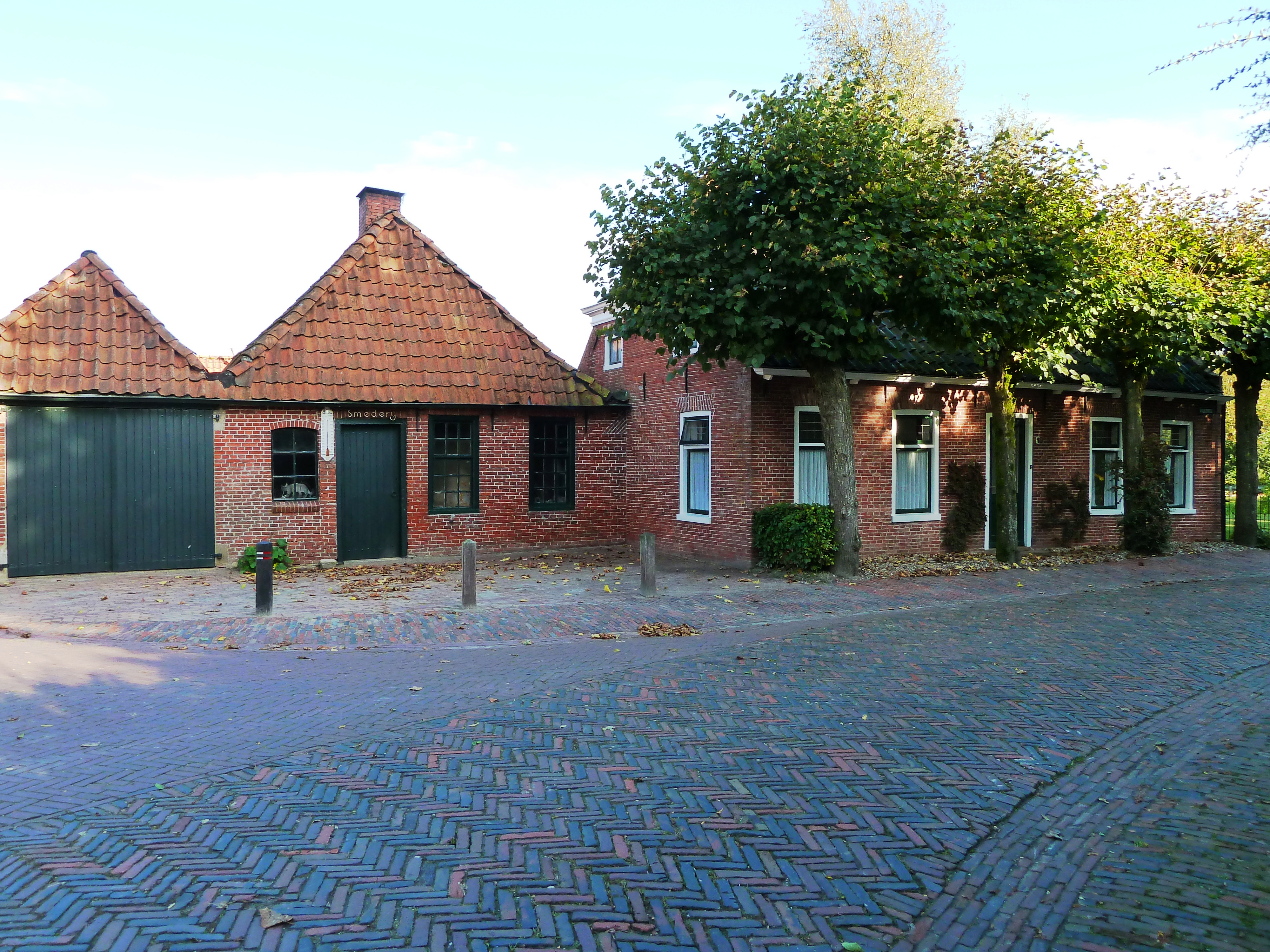
Oude smidse

Blijkens het schoolmeesterrapport van 1828 bestonden de 'handwerken' in Feerwerd in die tijd onder andere uit 'smeden, bakken, timmeren, stelmaken, kuipen, kleermaken en schoenmaken'. Naast 'herbergiers' n 'winkeliers' werd het dorp ook aangedaan door rondreizende kooplieden. In de eerste helft van de 20e eeuw was deze middenstand ook nog grotendeels aanwezig. Er waren toen onder andere een drietal kruideniers, twee cafés, een smederij, twee bakkerijen, een slagerij, wagenmaker, schoenmaker en een klompenmaker. Het dorp had een laad- en losplaats aan het Oldehoofsch kanaal, waar onder andere turf werd aangevoerd en waarvandaan rond 1900 ook de vruchtbare wierdegrond werd afgevoerd.
Na de Tweede Wereldoorlog liep de klandizie van de middenstand met de uitstroom uit de landbouw en de opkomst van de auto snel terug. De laatste smederij sloot in 1972 en de laatste bakkerij in de jaren 1980. Met het afbranden van het laatste café aan de Torensmaweg 1 in 1976, verloor het dorp zijn ontmoetingsplek. In 1977 werd daarop een dorpshuis geopend in de oude school. Een belangrijke werkgever voor het dorp was lange tijd de steenfabriek van de familie Kamerlingh Onnes bij Schifpot. Deze fabriek is door de Verenigde Steenfabrieken Groningen overgenomen begin jaren 20 van de 20e eeuw die vele fabrieken in de provincie Groningen in zijn bezit had, Middelstum, Fraamklap, Bedum, Zuidwolde, Scheemda, Winneweer, die tussen 1855 en 1982 heeft bestaan. tevens was de V.S.G ook eigenaar van Boerderij Langeveld waar de bekende muntschat is gevonden, de toenmalige bewoners waren de fam Voogd. Het dorp heeft tegenwoordig geen winkels meer, op een fietsenzaak na.

## Bevolkingsontwikkeling
|                                                                     |
| ■ Data afkomstig van volkstellingen.nl ■ Data afkomstig van het CBS |

## Bezienswaardigheden

### Kerk en pastorie
Midden in het dorp staat de Jacobuskerk (Valgeweg 3), die dateert uit het begin van de 13e eeuw, maar in de 19e eeuw sterk werd verbouwd. Toen werd ook de huidige toren aangebouwd. Onder de kerk ligt de 16e-eeuwse grafkelder van de familie Aldringa. De kerk heeft geen eigen orgel, maar wel een loos orgelfront. De kerk is aangewezen als rustpunt en vormt sinds het begin een vast onderdeel van de jaarlijkse Zomerjazzfietstour. Ook worden er jaarlijks vele muziekoptredens gehouden.
De pastorie (Valgeweg 2) is een in 1883 herbouwde villa die tot 1949 in gebruik is geweest. Het pand staat prominent naast de toegang tot de brug over het kanaal.

### School
De kinderen van het dorp werden vroeger onderwezen in een kerklokaal. In 1861 werd een school gebouwd (Valgeweg 7) van twee lokalen met ernaast een meesterswoning (Valgeweg 5). In 1936 werden grotere vensters in de zuidmuur van de school geplaatst en werden de overige vensters dichtgemetseld. Hoewel de Gedeputeerde Staten van Groningen in 1938 adviseerden om een nieuwe school te bouwen in Feerwerd en de oude scholen in Ezinge en Feerwerd te sluiten, werd door de gemeenteraad in 1940 besloten om de school in Feerwerd te sluiten en de kinderen voortaan in Ezinge les te geven. Volgens Olthuis was dit omdat er te weinig kinderen in Ezinge waren, maar er speelde ook mee dat door de afname van de werkgelegenheid in de landbouw begin 20e eeuw de werkgelegenheid bij Aduarderzijl zo goed als verdween, waardoor het aantal kinderen dat van daaraf de school in Feerwerd bezocht ook sterk terugliep. Het was daarom logischer om de school naar Ezinge te verplaatsen. Nadat de school achtereenvolgens tijdens de oorlog als distributiekantoor en vanaf 1955 gymnastiekgebouw dienst had gedaan, werd het gebouw na een grote verbouwing tussen 1976 en 1978 in gebruik genomen als dorpshuis.

### Overige gebouwen in het dorp
Het voormalige diaconiehuis (Aldringaweg 10) uit 1904 bestond vroeger uit 4 woningen. De ingang van de noordelijke en zuidelijke woning was in de zijgevel, de beide andere woningen waren alleen vanaf de achterzijde te bereiken. Er woonden bij gebrek aan armen soms ook andere gezinnen. In de jaren 1960 werden de woningen samengevoegd tot 2 woningen en in de jaren 1980 tot 1 woning.
Aan zuidzijde van het dorp staat de molen Joeswert (Mentaweg 1A) uit 1855. In deze molen wordt (als een van de weinige) spelt gemalen. De eenlaags molenaarswoning met schilddak (Mentaweg 1) dateert uit dezelfde periode. De vroegere sarrieshut, die bij een voorganger van deze molen hoorde, werd volgens Ter Laan afgebroken in 1939.
Langs de Valgeweg staan een aantal deels neoclassicistische rentenierswoningen met schilddaken uit het derde kwart van de 19e eeuw. Voorbeelden hiervan zijn Valgeweg 9, 11, 12 en 16. Ook de oude kruidenierswoning aan de Aduarderdiepsterweg 1 bij Schifpot behoort hiertoe.
Langs de Onnesweg stond vroeger de villa Onnesbörg van de steenfabriekeigenaar Kamerlingh Onnes. Tijdens de Eerste Wereldoorlog werd dit huis gebruikt voor de huisvesting van Belgische geïnterneerden, waarna het huis rond 1920 werd gesloopt.Op de plek van het huis werden vervolgens 2 dubbele arbeiderswoningen gebouwd: Onnesweg 6-12 (even). Voor nummer 10 en 12 ligt bij elk van beide woningen de helft van de oude stoep van de vroegere villa.

### Boerderijen en andere bezienswaardigheden buiten de kom
De Mentaheerd (Mentaweg 2) ligt aan noordzijde van de weg van Ezinge naar Feerwerd en is bereikbaar over een eigen ophaalbrug over het Oldehoofsch kanaal, dat hier de loop volgt van het vroegere Peizerdiep. De boerderij is omgracht en wordt deels door boomsingels omringd. De Mentaheerd wordt voor het eerst genoemd in 1492 en was een edele heerd met grietenijrecht en collatierecht in Ezinge. Met dit dorp had de boerderij voor het graven van het kanaal een wegverbinding via de Frouwemaheerd naar de Allersmaweg. Naar Feerwerd lag toen alleen een voetpad. De boerderij was tot het graven van het kanaal verantwoordelijk voor het onderhoud aan de Feerwerdertocht en de Oostertil in het dorp. Het was een zeer grote boerderij met in 1741 49½ grazen eigen land, 31½ grazen beklemd land. In 1755 was de boerderij met 138½ grazen land het grootste boerenbedrijf van Ezinge. Enkele decennia later werden de landerijen echter gesplitst. Eigenaar Klaas Olferts Cleveringa was van 1811 tot 1813 burgemeester van Ezinge. In 1967 werden de bedrijfsgebouwen na brand herbouwd. In 1990 werd het een woonboerderij.
De kop-hals-rompboerderij Groot-Beswerd aan de Meedenerweg 23 bij Beswerd ten zuiden van het dorp dateert in haar huidige uitstraling uit de eerste helft van de 19e eeuw. Deze boerderij heeft een lang voorhuis met zadeldak en topgevels. De achtermuur van het woonhuis bestaat uit kloostermoppen. Dit is mogelijk een restant of hergebruik van de boerderij Olt Luersema, die al in de 15e eeuw genoemd wordt.
Ten noordwesten van het dorp ligt de begraafplaats uit 1873, die omringd wordt door karakteristieke oude kastanjebomen.
Langs het Oldehoofsch kanaal staan twee rolpalen, die in 1967 werden verwijderd, maar in 1974 werden herplaatst.

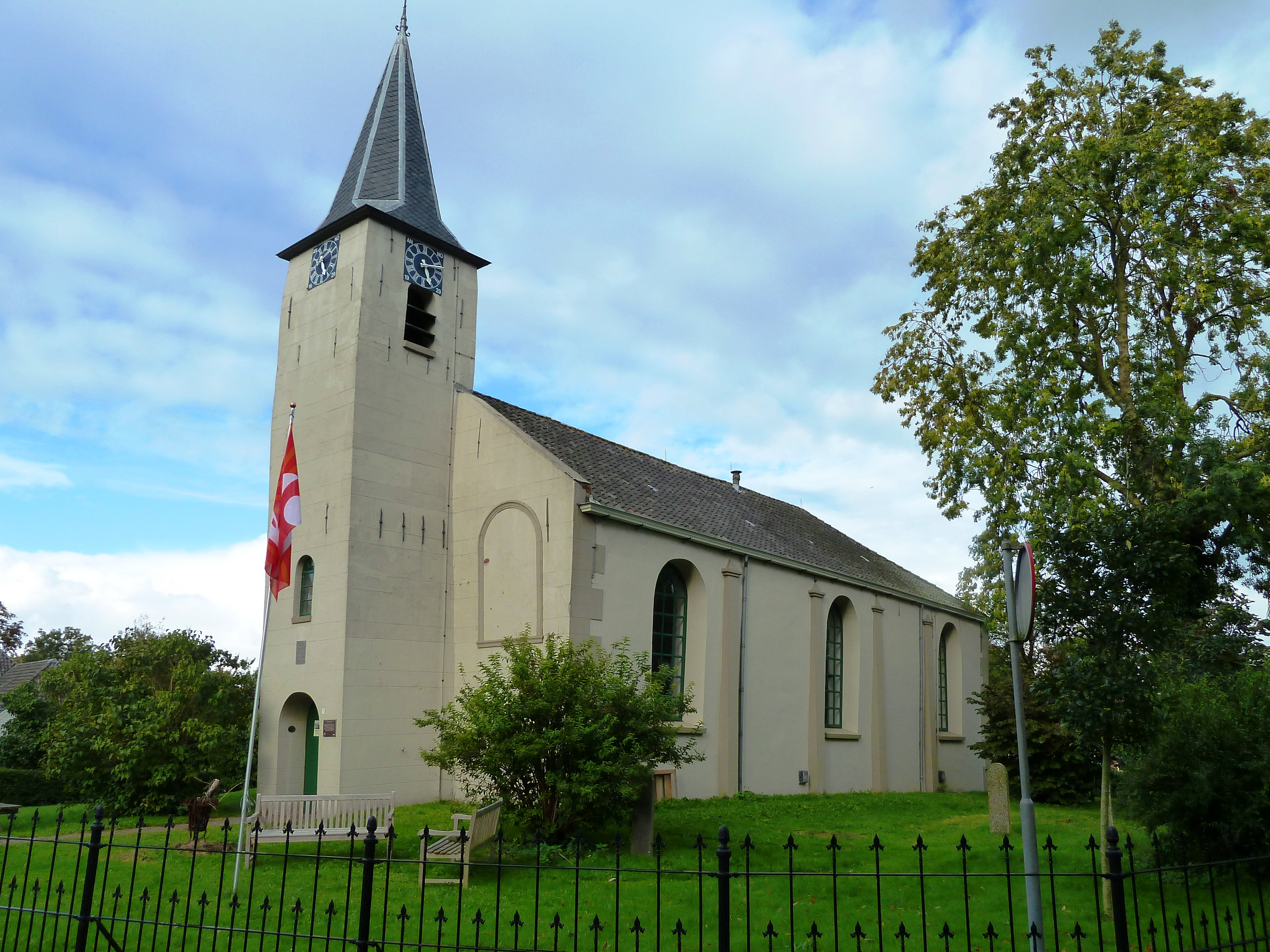
Jacobuskerk
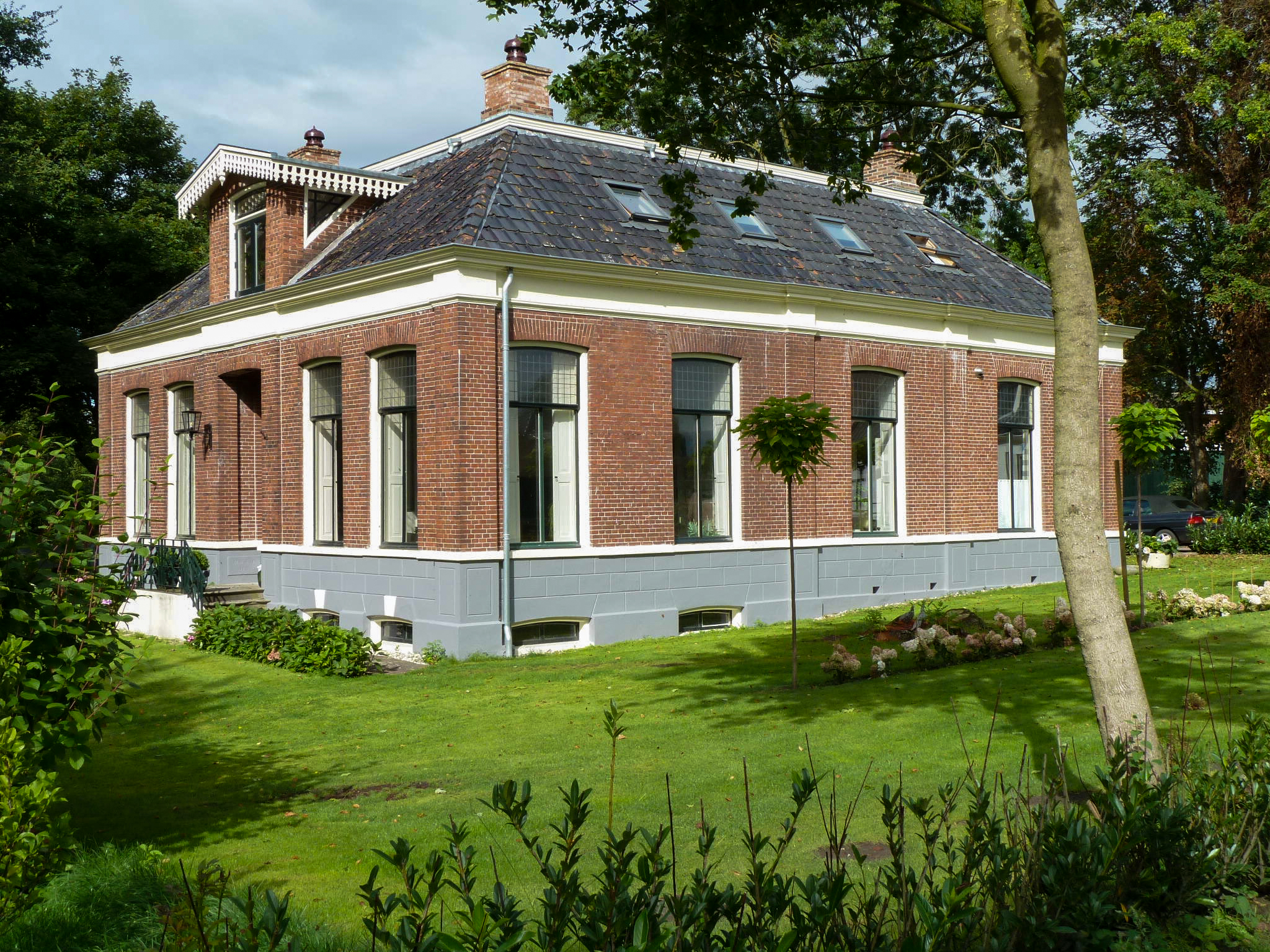
pastorie
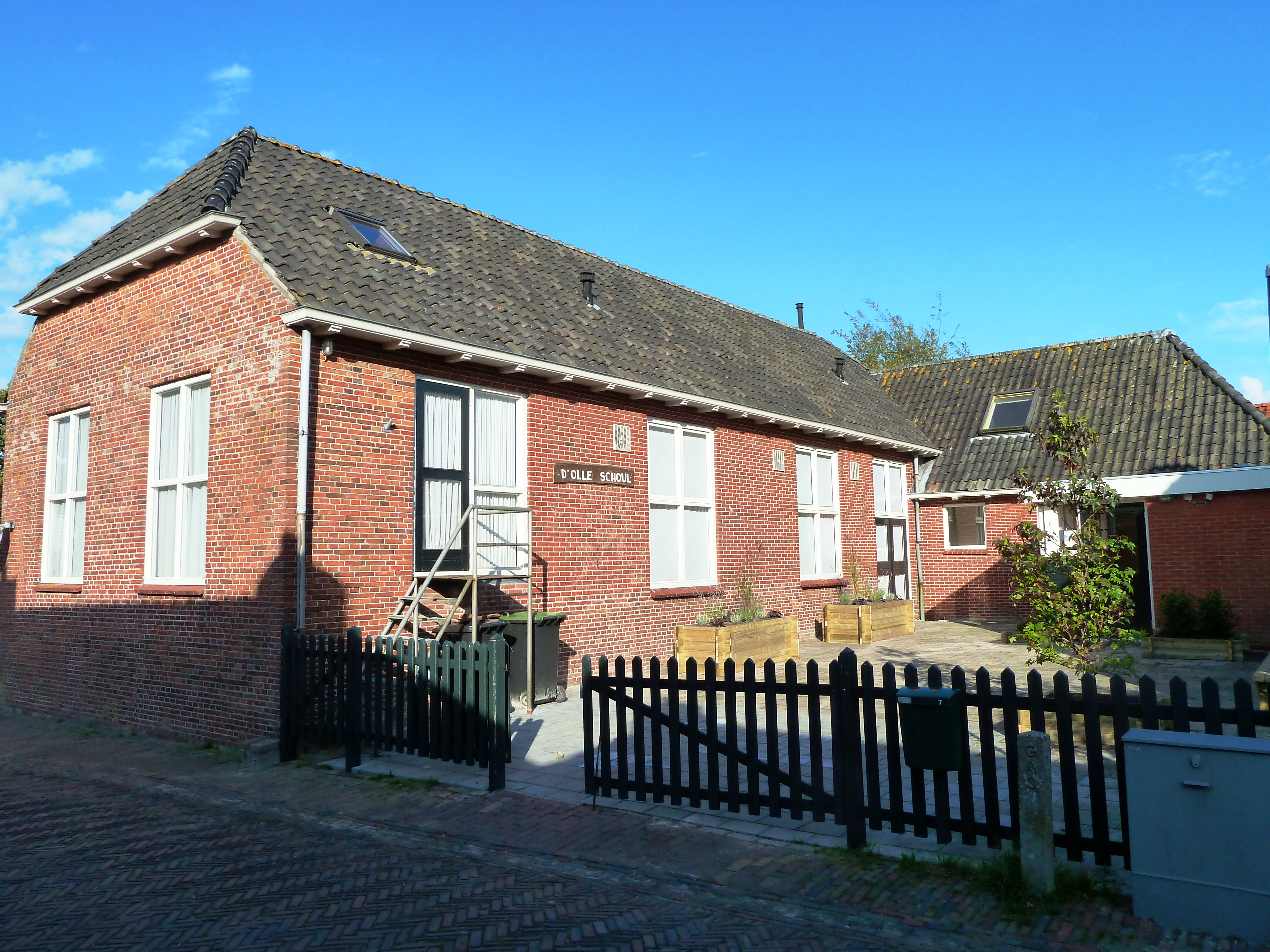
Dorpshuis 'd Olle Schoul

## Sport
In 1930 werd voetbalvereniging VV Ezinge opgericht en in 1937 gymnastiekvereniging E.F.G. (Ezinge-Feerwerd-Garnwerd). De E.F.G. kwam vanaf 1955 samen in het voormalige schoolgebouw en het café aan de Torensmaweg. VV Ezinge speelde op een terrein bij Feerwerd. In 1950 werd door de Dienst Uitvoering Werken ten westen van het dorp een sportpark voor deze drie dorpen aangelegd, dat sindsdien de thuisbasis vormt van beide sportclubs. Dit sportcomplex werd later nog uitgebreid met een veld aan noordzijde. In 2018 werd een deel van het sportpark heringericht als fitnessterrein onder de naam 'De Dikke Tien'.

## Trivia
- De dorpsbewoners hadden vroeger de schimpnaam 'katten(vreters)' die terug zou gaan op een gezin dat uit armoede een kat had opgegeten.[40] Een andere oude schimpnaam is 'Egyptenoaren' (zigeuners).[41]
- Op een boerderij ongeveer 3 kilometer ten zuiden van het dorp werd in 1971 de muntschat van Feerwerd gevonden. Deze bestaat uit ruim 500 munten uit de 15e en 16e eeuw en bevindt zich sindsdien in het Groninger Museum.
- In 1972 werd door een landbouwvliegtuig per ongeluk een lading gif geloosd over het dorp. Het betrof het middel terratin, dat toen werd gebruikt tegen de aardappelziekte. Vanwege de giftige zink- en tinverbindingen moesten de groenten in het dorp een tijdlang worden gewassen alvorens deze konden worden gegeten.[42]
- Feerwerd vormde in 1979 een van de decors van de film Het teken van het beest over IJje Wijkstra, waarin bijna de helft van de dorpsbewoners figureerde.[43]

## Geboren
- Doede Nauta sr. (1898-1994), gereformeerd theoloog